# Pseudothyridium semicinctum
Pseudothyridium semicinctum är en skalbaggsart som beskrevs av Bates 1888. Pseudothyridium semicinctum ingår i släktet Pseudothyridium och familjen Rutelidae. Inga underarter finns listade i Catalogue of Life.